# Bẫy cá mập (phim 2012)
Bẫy cá mập là một bộ phim kinh dị thảm họa của Úc-Singapore, được đạo diễn bởi Kimble Rendall dựa trên kịch bản của John Kim và Russell Mulcahy. Bộ phim có sự tham gia của Sharni Vinson, Phoebe Tonkin, Xavier Samuel, Julian McMahon, Cariba Heine, Alex Russell, Thích Ngọc Vũ, Lincoln Lewis, Alice Parkinson, và Dan Wyllie. Bộ phim được phát hành ngày 20 tháng 9 năm 2012 tại Úc.

## Cốt truyện
Phim mở đầu với cảnh hai anh chàng cứu hộ Josh và Rory nói chuyện với nhau ở bãi biển. Josh gặp bạn gái anh là Tina, người nói về việc sắp đến Singapore. Một con cá mập trắng lớn xuất hiện và giết một người đàn ông tắm biển. Josh lấy mô tô nước phóng ra biển để cứu Rory nhưng đã quá muộn. Con cá mập đã kéo Rory xuống nước và ăn thịt anh.
Một năm sau, Josh làm việc trong một siêu thị. Anh thấy Tina và Steven, bạn trai mới của cô, quay về từ Singapore. Trong lúc đó, cặp đôi Kyle và Heather quan hệ tình dục dưới bãi đậu xe. Trong siêu thị, cô gái trẻ Jaime gặp bạn trai cô là Ryan. Jessup, người quản lý siêu thị, phát hiện Jaime ăn cắp đồ, đuổi việc Ryan và gọi cảnh sát đến. Viên cảnh sát Todd đến nơi để xử lý vụ việc, ông cũng chính là bố của Jaime. Sau đó một kẻ cướp tên Doyle chĩa súng đe dọa Jessup. Sự việc trở nên căng thẳng hơn khi tên đồng bọn của Doyle xuất hiện và bắn chết một phụ nữ.
Một cơn sóng thần đánh vào thành phố và tràn vào siêu thị. Những người sống sót phải leo lên những kệ hàng. Một con cá mập trắng lớn đã theo cơn sóng thần vào siêu thị. Ngoài ra, một cọng dây điện bị đứt đe dọa mạng sống những người ở đây. Steven tình nguyện đi tắt nguồn điện, anh mặc một bộ áo giáp do mọi người tự chế để bảo vệ bản thân khỏi con cá mập. Anh đã tắt điện thành công nhưng bị chết đuối. Mọi người giúp Jessup leo lên ống thông gió để ông ta đi tìm người giúp đỡ. Một đàn cua tràn ra khiến Jessup giật mình, ông ta rơi trở lại và con cá mập nhảy lên ăn thịt ông ta.
Dưới bãi đậu xe bị ngập nước, Kyle, Heather và Ryan đang tìm cách thoát ra khỏi đây. Con cá mập thứ hai xuất hiện và ăn thịt Kyle. Trong siêu thị, mọi người lên kế hoạch giữ con cá mập lại để họ có thể bơi đến nơi an toàn. Jaime lấy được cái móc cùng với miếng thịt lợn làm mồi nhử. Khi con cá mập không ăn miếng thịt, Kirby đòi sử dụng Naomi làm mồi. Kirby tiết lộ rằng hắn chính là đồng bọn của Doyle. Doyle đâm Kirby bằng cây giáo tự chế và ném hắn xuống nước với cái móc. Naomi được đưa ra khỏi nước, con cá mập ăn thịt Kirby, cái móc giữ hàm của nó. Josh xin lỗi Tina về cái chết của Rory vào năm ngoái, nhưng cô trấn an anh và hôn anh.
Heather và Ryan gõ vào ống nước để gọi giúp đỡ. Jaime nghe tiếng gọi của Ryan, cô cùng với Josh xuống bãi đậu xe để cứu anh ta. Họ được cảnh báo về con cá mập. Josh và Jaime tìm được xe của Todd, có một khẩu súng săn và súng điện trong xe. Josh đã giết con cá mập bằng khẩu súng săn và cả bốn người quay lại siêu thị. Josh giết con cá mập trong siêu thị bằng súng điện khi Doyle cho nổ tung cổng vào. Mọi người rời khỏi siêu thị, họ thấy thành phố đã trở nên hoang tàn và chờ đợi máy bay trực thăng cứu hộ. Ngoài biển, một con mòng biển bay gần mặt nước và bị một con cá mập nhảy lên ăn thịt.

## Diễn viên
- Xavier Samuel vai Josh
- Sharni Vinson vai Tina
- Adrian Pang vai Jessup
- Qi Yuwu vai Steven
- Alex Russell vai Ryan
- Phoebe Tonkin vai Jaime
- Martin Sacks vai Todd
- Alice Parkinson vai Naomi
- Julian McMahon vai Doyle
- Dan Wyllie vai Kirby
- Damien Garvey vai Colins
- Cariba Heine vai Heather
- Lincoln Lewis vai Kyle
- Richard Brancatisano vai Rory
- Chris Betts vai Lockie
- Simon Edds vai Lifeguard
- Miranda Deakin vai TV Reporter
- Rhiannon Dannielle Pettett vai Julie
- Skye Fellman vai Young Girl
- Nicholvai McCallum vai chủ cửa hàng

## Đánh giá
Bộ phim nhận được đánh giá là 44% trên Rotten Tomatoes với 36 bài phê bình.  Margaret Pomeranz đánh giá bộ phim 3,5/5 sao và cho biết nó sẽ thu hút được khán giá quan tâm đến thể loại phim cá mập, trong khi David Stratton đánh giá bộ phim 2,5/5 sao và chỉ trích nhà làm phim vì sự thiếu đầu tư cho các nhân vật. Một số khác, chẳng hạn như Jake Wilson của The Age, coi đây là một bộ phim có phần thú vị vì sự "khủng khiếp" của nó.